# János Sebestyén
János Sebestyén, född 2 mars 1931 i Budapest, död 4 februari 2012, var en ungersk organist och pianist.